# Patti Smith

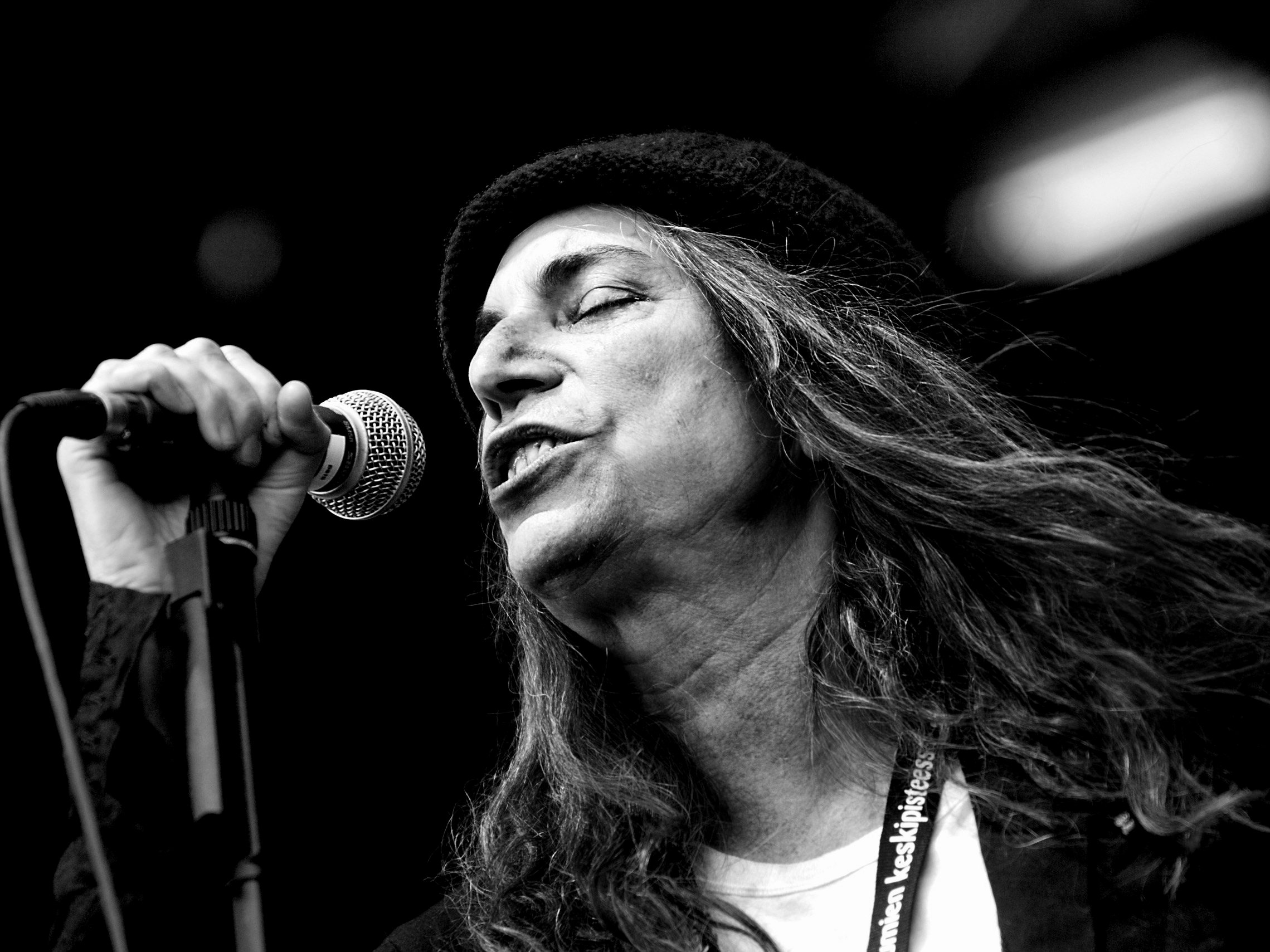
Patti Smith i Finland 2007.

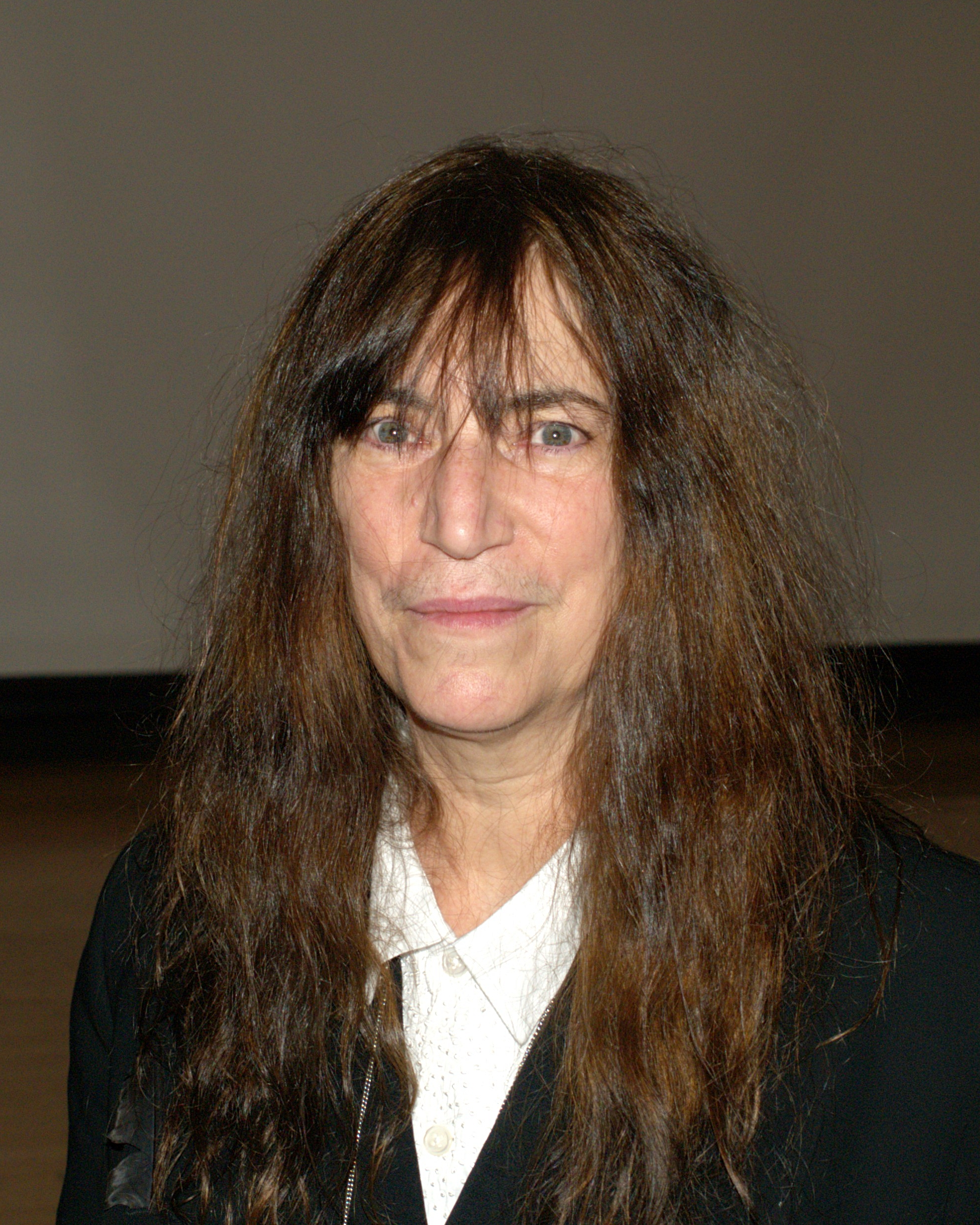
Patti Smith vid National Book Critics Circle Award 2011. Hon nominerades i klassen Biografi.

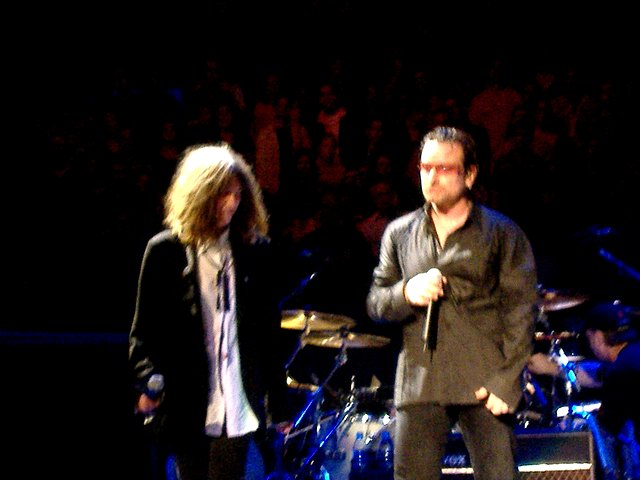
Patti Smith live med Bono i Madison Square Garden 2005.

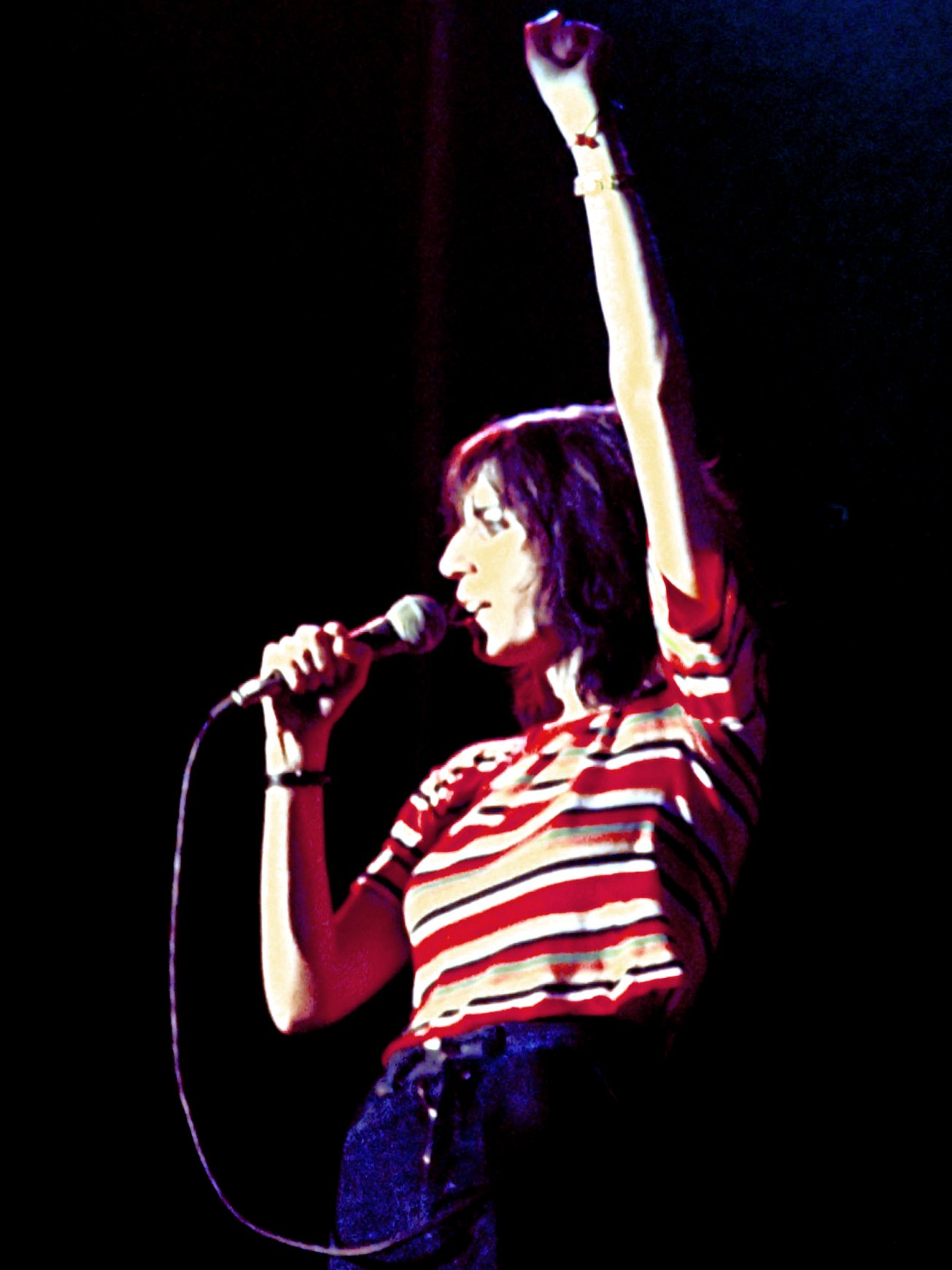
Patti Smith i Köpenhamn 1976.

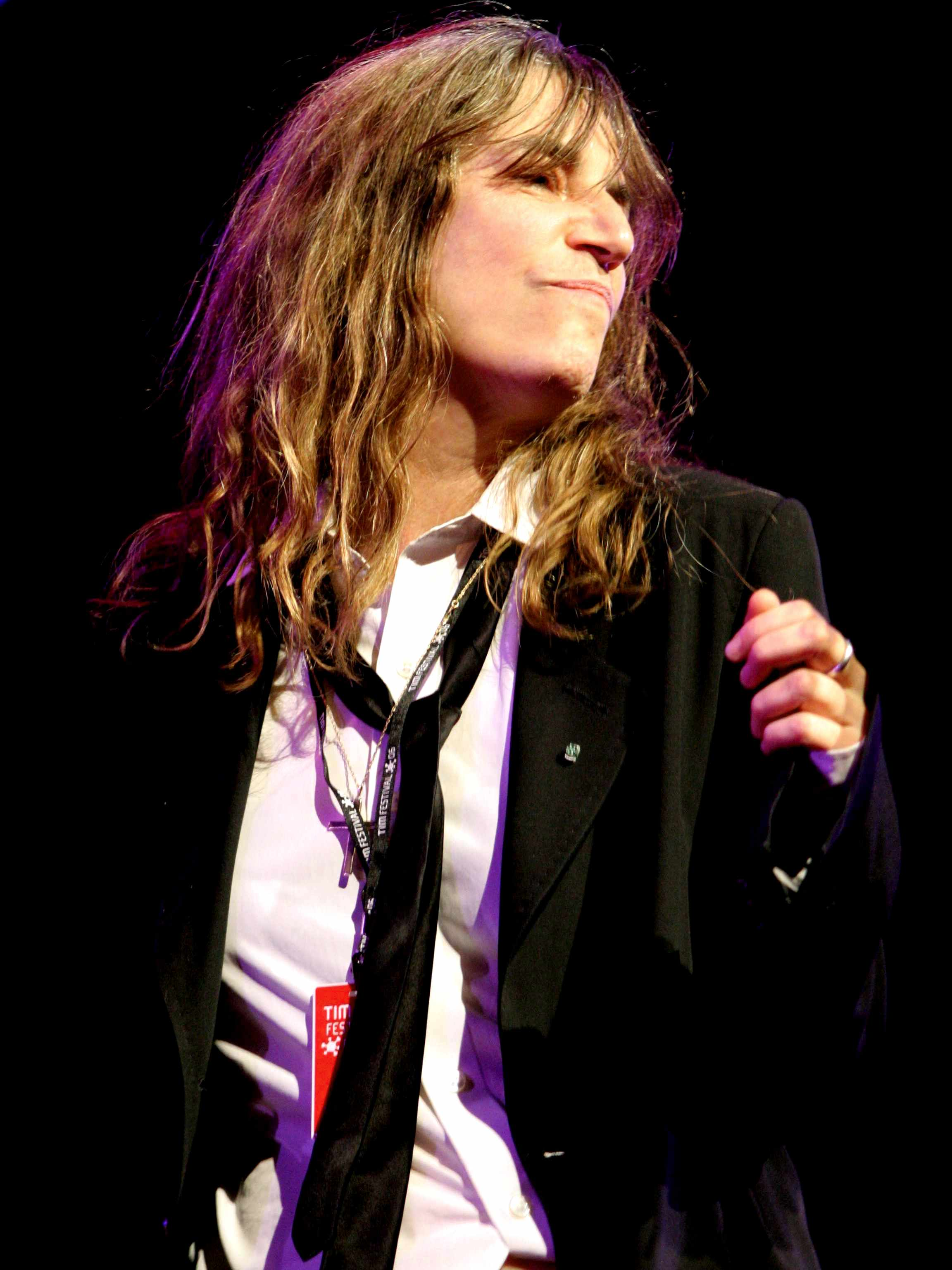
Patti Smith i Rio de Janeiro 2006.

Patricia Lee "Patti" Smith, född 30 december 1946 i Chicago, Illinois, är en amerikansk rockmusiker, sångerska, låtskrivare, bildkonstnär och poet. Till hennes mest kända låtar hör "Because the Night", "Dancing Barefoot” och  "Gloria". Även om de stora försäljningssiffrorna ofta uteblivit ses hon som mycket inflytelserik inom rockmusiken, inte minst för den tidiga punken.

## Biografi
Patti Smith föddes i Chicago men flyttade som barn till Pennsylvania och senare till Woodbury i New Jersey. Hon inledde studier på Glassboro State College men hoppade av på grund av en oplanerad graviditet. Hon adopterade bort barnet och tog jobb som industriarbetare. 1967 flyttade hon till New York där hon först jobbade i en bokaffär och senare som musikjournalist. Hon började också skriva poesi och gav ut två samlingar. Några av hennes dikter blev låttexter som spelades in av Blue Öyster Cult.
Hon började också framföra sin musik själv, ursprungligen tillsammans med gitarristen Lenny Kaye. 1974 anslöt pianisten Richard Sohl och singeln "Piss Factory/Hey Joe" spelades in. Senare tillkom även Ivan Kral (gitarr) och Jay Dee Daugherty (trummor) och 1975 släpptes debutalbumet Horses, producerat av den tidigare Velvet Underground-medlemmen John Cale. Albumet är kanske Smiths mest inflytelserika och ses som en viktig inspirationskälla inom punken, men även till senare rockmusik.
1976 kom uppföljaren Radio Ethiopia, nu krediterad Patti Smith Group, med ett något råare sound än sin föregångare. Nästa album, Easter från 1978, blev hennes kommersiellt mest framgångsrika med bland annat hitsingeln "Because the Night", först skriven av Bruce Springsteen och sedan utgiven med Patti Smiths version som innehöll en del små ändringar. På Wave från 1979 hade musiken blivit något mer polerad, delvis till följd av att Todd Rundgren anlitades som producent. Efter detta album dröjde det fram till 1987 innan hon återigen spelade in musik, till Dream of Life som gavs ut 1988. Under tiden däremellan gifte hon sig med Fred "Sonic" Smith, känd som gitarrist i bandet MC5 (och i bandet Sonic's Rendezvous Band). Låtarna "Dancing Barefoot" och "Frederick" från albumet Wave, var båda dedicerade till Fred Smith. Paret fick två barn, en son, Jackson (född 1982), som senare gifte sig med trummisen i The White Stripes, Meg White, 2009 och en dotter, Jesse (född 1987). Under 1980-talet drog Patti Smith sig undan musicerandet och bodde med sin familj norr om Detroit, i St. Clair Shores i Michigan.
Efter Dream of Life dröjde det ytterligare åtta år, till 1996, innan nästa album, Gone Again, släpptes. Hon hade då två år tidigare förlorat både sin make och en bror. Båda hade, inom loppet av en månad, avlidit i hjärtinfarkt och till följd av detta hade Smith återupptagit musikkarriären, först med en mindre turné och sedan med albumet. Hon har sedan dess fortsatt turnera och spela in album. Ytterligare ett album gavs ut under 1990-talet, Peace and Noise 1997.
2000 gavs albumet Gung Ho ut, följt av Trampin' 2004. Till 30-årsjubileet av Horses framförde hon 2005 albumet live i sin helhet. En inspelning av konserten gavs ut tillsammans med en nyutgåva av albumet under titeln Horses/Horses. 2007 gav hon ut albumet Twelve, innehållande tolv covers av kända låtar. Samma år valdes hon in i Rock and Roll Hall of Fame.
Ett liveinspelat spoken word-album med titeln The Coral Sea gavs ut 2008, bestående av Smiths uppläsning av sin episka dikt med samma namn från 1996, till minne av konstnären Robert Mapplethorpe, ackompanjerad av gitarristen Kevin Shields.
År 2011 fick Patti Smith Polarpriset.
Patti Smith var vän med Henning Mankell sedan många år. Mankell har själv berättat att Patti Smith varit ett stort stöd för honom, efter att han drabbats av cancer. Själv såg han henne som en pionjär, en inspirerande kraft som banat väg för många unga tjejer i musiken. Han beundrade och respekterade henne – och hon honom.
Hösten 2016 öppnade Patti Smith sin fotoutställning Eighteen Stations på kulturhuset i Stockholm. I december 2016, efter att Bob Dylan tilldelats Nobelpriset i litteratur men meddelat förhinder att själv delta vid prisutdelningen, framförde hon Bob Dylans ”A hard rain’s a-gonna fall” å hans vägnar.
Patti Smith är en flitig Sverigebesökare. Efter enstaka konserter på 1970-talet och en på 1990-talet spelade hon 2004-2019 i Sverige varje år utom 2005 och 2009. 2023 återkom hon, efter några års uppehåll i och med Covid-19-pandemin, och spelade i Stockholm, Göteborg och Malmö.
I januari 2021 visades en reklamskärm utanför Piccadilly Circus, där Patti Smith läste upp miljödikten "The Cup", tillägnad Greta Thunberg.

## Diskografi
- 1975 – Horses
- 1976 – Radio Ethiopia
- 1978 – Easter
- 1979 – Wave
- 1988 – Dream of Life
- 1991 – Patti Smith: Box Set (samlingsalbum)
- 1996 – Gone Again
- 1996 – The Patti Smith Masters: The Collective Works (samlingsalbum)
- 1997 – Peace and Noise
- 2000 – Gung Ho
- 2002 – Land 1975-2002 (samlingsalbum)
- 2004 – Trampin'
- 2004 – Live aux Vieilles Charrues (livealbum)
- 2007 – Twelve
- 2008 – The Coral Sea (live, med Kevin Shields)
- 2009 – Flashback: I Grandi Successi Originali  (europeisk samlingsalbum)
- 2010 – Original Album Classics (samlingsalbum)
- 2011 – Outside Society: Looking Back 1975-2007  (samlingsalbum)
- 2012 – Banga
- 2012 – The Document